# Marko Ćetković
Marko Ćetković, né le 10 juillet 1986 à Titograd (alors ville de Yougoslavie), est un footballeur professionnel monténégrin. Il occupe actuellement le poste de milieu de terrain au FK Sutjeska Nikšić. 
Il est le neveu de l'ancien footballeur Predrag Mijatović et le frère de Đorđije Ćetković.

## Biographie

### Devient international en jouant en Pologne
Le 6 juillet 2011, Marko Ćetković rejoint le club polonais du Jagiellonia Białystok, déjà engagé en Ligue Europa. Il paraphe un contrat le liant au Jaga jusqu'en juin 2014 et complète la colonie monténégrine du Jagiellonia forte de trois autres membres. Cependant, même s'il joue une vingtaine de matches lors de sa première saison et découvre le niveau international avec le Monténégro, il est écarté à l'arrivée d'un nouvel entraîneur et prêté en Thaïlande, au Buriram United.

## Palmarès
- Champion du Monténégro : 2007, 2009, 2011
- Champion de Serbie : 2008
- Finaliste de la Coupe du Monténégro : 2011
- Vainqueur de la Coupe d'Albanie : 2015
- Vainqueur de la Coupe du Monténégro : 2018

### Distinctions personnelles
- Meilleur buteur du championnat du Monténégro en 2020